# C. J. Moore Manufacturing Company

Westfield von 1902 beim London to Brighton Veteran Car Run

Seitenansicht

C. J. Moore Manufacturing Company war ein US-amerikanischer Hersteller von Fahrzeugen.

## Unternehmensgeschichte
Charles J. Moore gründete das Unternehmen im November 1901. Der Sitz war in Westfield in Massachusetts. Im gleichen Jahr begann die Produktion von Automobilen. Der Markenname lautete Westfield. 1903 endete die Kraftfahrzeugproduktion.

## Fahrzeuge
Im Angebot standen überwiegend Dampfwagen. Sie hatten einen Dampfmotor mit zwei Zylindern und 6 PS Leistung. Das Model A war ein Runabout mit zwei Sitzen und das Model B ein Runabout mit vier Sitzen.
Ab 1902 bot Westfield auch Fahrzeuge ohne Motor an. Der Kunde konnte einen Motor seiner Wahl montieren. Überliefert sind sowohl Ketten- als auch Kardanantrieb. Diese Fahrzeuge waren als Runabout, Tourenwagen und leichte Lieferwagen karosseriert.
Anfang 1903 wurde ein Fahrzeug mit einem Ottomotor präsentiert. Es war ein Vierzylindermotor mit 16 PS Leistung. Das Fahrzeug diente offensichtlich nur zu Versuchszwecken.
Ein Fahrzeug existiert noch. Es hat einen Zweizylindermotor mit OHV-Ventilsteuerung von der Remington Motor Vehicle Company. Der Motor leistet aus etwa 2500 cm³ Hubraum 13 PS. Der Aufbau ist ein Tonneau mit Heckeinstieg. Das Auktionshaus Bonhams versteigerte das Fahrzeug am 3. November 2017 für 332.157 Euro.